# Shorlin
Shorlin (tiếng Ả Rập: شورلين) là một ngôi làng Syria nằm ở Kafr Nabl Nahiyah ở huyện Maarrat al-Nu'man, Idlib. Theo Cục Thống kê Trung ương Syria (CBS), Shorlin có dân số 650 trong cuộc điều tra dân số năm 2004.